# دييغو كاستانيو
دييغو كاستانيو (بالإسبانية: Diego Castaño)‏ (8 يونيو 1979 في الأرجنتين - ) هو لاعب كرة قدم أرجنتيني في مركز الوسط. لعب مع تيغري وسارمينتو دي خونين وClub Rivadavia ‏.

## وصلات خارجية
- دييغو كاستانيو على موقع قاعدة بيانات كرة القدم.إي يو (الإنجليزية)
- دييغو كاستانيو على موقع Soccerway.com (الإنجليزية)